# 임실군립도서관
임실군립도서관은 전북특별자치도 임실군에 있는 공립 도서관이다.

## 연혁
- 2000년 11월 15일 임실군립도서관 준공.
- 2002년 2월 1일 임실군립도서관 개관.